# Стварање Југославије
По завршетку Првог светског рата створили су се услови за стварање државе која би окупила Јужне Словене који су живели на подручју Србије, Црне Горе и јужнословенских делова Аустроугарске. Краљевина Србија је на почетку Првог светског рата за своје ратне циљеве поставила уједињење Срба, Хрвата и Словенаца, доношењем Нишке декларације 7. децембра 1914. године. Убрзо је уследило формирање Југословенског одбора у Лондону 1915. године и Црногорског одбора за народно уједињење 1917. године. Конкретни преговори о уређењу будуће државе вођени су непосредно у два наврата - на Крфу 1917. године када је донета Крфска декларација и у Женеви 1918. године када је потписан Женевски споразум. Након рата, под вођством Југословенског одбора у Загребу се формира Држава Словенаца, Хрвата и Срба, док су истовремено црногорски делегати на спорној „Подгоричкој скупштини“ донели одлуку о присаједињењу Црне Горе Србији. Притом, и делегати Велике народне скупштине Војводине су 25. новембра донели одлуку да се директно припоје Краљевини Србији. Проглашење нове државе је обавио регент Александар I Карађорђевић, у име свог оца краља Петра I 1. децембра 1918.
Краљевина СХС се граничила на северозападу са Италијом и Аустријом, Мађарском и Румунијом на северу, Бугарском на истоку, Грчком и Албанијом на југу, а на западу је излазила на Јадранско море. Референдум је одржан у аустријској покрајини Корушкој, али је на њему одлучено да Корушка остане у саставу Аустрије. Далматинска лука Задар и неколико далматинских острва су припали Италији, која је покушала да окупира и анектира Црну Гору. Град Ријека је проглашен Слободном Државом Ријеком, али ју је ускоро окупирала и 1924. анектирала Италија. Напетости око границе са Италијом су се наставиле, пошто је Италија тражила још далматинске обале, а Краљевина СХС је тражила Истру, део бившег Аустријског приморја, који је анектирала Италија, али који је имала значајан број словеначког и хрватског становништва. Нова влада је покушала да нову државу интегрише политички и економски, што је био тежак задатак због великих разлика у језицима, националностима и религији, различитим историјама регија и великим разликама у економској развијености међу регионима.

## Ситуација у Србији

### Ситуација у Јужној Србији
Бугарска се сматрала оштећеном при подели Македоније 1913. године, те је започела Други балкански рат. Када су Србија, Грчка, Румунија и Турска победиле Бугарску у Другом балканском рату, Вардарска Македонија (данас Република Македонија) је постала саставни део Србије (1913—1915). Грчка или „Егејска“ Македонија је припала Грчкој, а Пиринска Бугарској. Но, Бугари су сматрали да су Македонци Бугари, а Срби да су Јужни Срби. Унутрашња Македонска Револуционарна Организација – ВМРО је основана 1893. са циљем да Македонија добије аутономију у оквирима Турске. У Првом светском рату (1914—1918) Вардарска Македонија је окупирана од стране Бугарске, која је почела да врши бугаризацију домаћег становништва. После рата је постала део Краљевине Срба, Хрвата и Словенаца (1918—1941). Чланови ВМРО-а су заједно са усташама извршили атентат на краља Југославије Александра Карађорђевића у Марсељу 1934. У Другом светском рату је била окупирана од стране Бугарске, која је била члан Хитлеровске коалиције. Западни део Вардарске Македоније је ушао у састав Велике Албаније.
После пробоја Солунског фронта 1918. године, Косово у октобру заузимају јединице српске 2. армије, и подручје нешто касније улази у састав новостворене Краљевине Срба, Хрвата и Словенаца. Већинско Албанско становништво је било против прикључења Косова и Метохије српској или југословенској држави. Често су избијале побуне и оружани отпор банди качака, а већ 1918. године основан је Косовски комитет, који се борио за издвајање територија насељених Албанцима из новоформиране Краљевине Срба, Хрвата и Словенаца и за њихово припајање Албанији. Комитет је успоставио сарадњу са бугарском Унутрашње македонском револуционарном организацијом и црногорском емиграцијом окупљеном око бившег краља Николе I, а примао је помоћ у новцу и оружју од Италијана. Наредних година на Косову и Метохији су се водили оружани сукоби војске и жандармерије са албанским качацима. Услед појачаног притиска на Албанце и Турке под српском управом, део њих се исељава са Косова и Метохије. Подручје Косова и Метохије је 1922. године подељено на 5 области: Врањску, Косовску, Скопску, Зетску и Рашку, а од 1929. године је ушло у састав 3 бановине: Зетску, Моравску и Вардарску.

## Ситуација у Црној Гори
Крајем 1918. године, у договору са Црногорским одбором за народно уједињење, а без претходног договора са црногорским краљем Николом I, српска војска је ушла у Црну Гору са наредбом војводе Живојина Мишића „да се на окупираној територији угуши свака агитација“ за рестаурацију Црне Горе. У време одржавања подгоричке скупштине, српска влада је затражила и добила од Француске одлуку о дипломатском блокирању повратака краља Николе I Петровића Његоша и његових синова из избеглиштва.
Спорна Подгоричка скупштина српског народа у Црној Гори је 26. новембра 1918. године донела одлуку о збацивању краља Николе и о безусловном сједињењу са Србијом. Присталице свргнутог краља Николе, уз помоћ Краљевине Италије су на то реаговале оружаном побуном. Побуњеници (зеленаши) су се борили за конфедерално југословенско уједињење, а против безусловног припајања Црне Горе Србији. Присталице безусловног уједињења (бјелаши) су уз помоћ савезника угушили ову побуну, а зеленаши су 1924. године прихватили амнестију краља Александра, унука збаченог Краља Николе.

## Ситуација у Банату, Бачкој и Барањи
После пропасти Аустроугарске монархије октобра 1918. године, регионе Банат, Бачку и Барању посела је војска Краљевине Србије. Фактичку управу над овим подручјима преузели су локални војвођански Срби, а на челу ове управе налазио се Српски Народни Одбор из Новог Сада. Дана 25. новембра 1918. године, сазвана је Велика народна скупштина Срба, Буњеваца и осталих Словена у Банату, Бачкој и Барањи, која је прогласила присаједињење ових региона Краљевини Србији (на скупштини је било укупно 757 делегата, од којих 578 Срба, 84 Буњевца, 62 Словака, 21 Русин, 6, Немаца, 3 Шокца, 2 Хрвата и 1 Мађар). Међу делегатима је било седам жена. Велика народна скупштина од 25. новембра није само прогласила присаједињење Баната, Бачке и Барање Краљевини Србији, већ је, такође, донела одлуку о формирању покрајинске управе (владе и скупштине) у овим регионима. Покрајинска влада је званично названа „Народна управа за Банат, Бачку и Барању“, а за њеног председника изабран је др. Јован Лалошевић, док је покрајинска скупштина званично названа „Велики народни савет“, за чијег је председника изабран др. Славко Милетић.
Иако је влада у Београду прихватила одлуку о присаједињењу Баната, Бачке и Барање Краљевини Србији, она није званично признала Народну управу, која је управљала овим подручјима све до 11. марта 1919. године, када је одржала своју последњу седницу. Власт Народне управе простирала се не само у оним деловима Баната, Бачке и Барање који су на мировној конференцији признати као део Краљевине Срба, Хрвата и Словенаца, већ у свим деловима ових региона, које је контролисала војска Краљевине Србије од новембра 1918. године, укључујући и делове који данас припадају Румунији и Мађарској. Иако од 1919. године Народна управа Баната, Бачке и Барање није била активна, ова територија је званично чинила једну од покрајина Краљевине Срба, Хрвата и Словенаца, све до поделе земље на области 1922. године. За то време покрајина је била под директном управом централне власти у Београду.

## Ситуација у Срему
После пропасти Аустроугарске монархије октобра 1918. године, Срем постаје део новостворене Државе Словенаца, Хрвата и Срба. 24. новембра 1918. године у Руми је одржан Велики народни збор, који је затражио стварање јединствене државе Срба, Хрвата и Словенаца под династијом Карађорђевића и који је донео одлуку о непосредном присаједињењу Срема Краљевини Србији, у случају племенског или политичког цепања.

## Ситуација у Хрватској и Славонији
Од самих почетака заједничке, између Срба и Хрвата долази до непомирљивих разлика. Стјепан Радић, вођа Хрватске сељачке странке, је тежио федералном републиканском концепту, док је српска власт захтевала унитарно монархистичко устројство државе. Присаједињењем су Хрватској укинути Сабор, устав и њена војска, а уместо жељене федерације, установљен је централизам.

## Ситуација у Далмацији
1921. у Сплиту је основана Организација југословенских националиста (ОРЈУНА), милитантна промонархистичка групација, уплетена у низ убистава хрватских и словеначких сепаратистичких политичара и јавних личности и гушење радничкога покрета. ОРЈУНА је деловала често у савезу са Српском националном омладином (СРНАО) а против Хрватске националне омладине (ХАНАО).